# 戀愛♥騎士
「戀愛♥騎士」是日本的女子偶像組合Buono!的第2張單曲。2008年2月6日發售。發售公司是波麗佳音。

## 概要
- 「戀愛♥騎士」的中心是夏燒雅。

## 收錄曲
1. 恋愛♥ライダー
（作詞：岩里祐穂、作曲：AKIRASTAR、編曲：西川進）
東京電視台系TV動畫「守護甜心!」片尾曲（2008年1月 - 3月）。
2. じゃなきゃもったいないっ!
（作詞：川上夏季、作曲：小林哲也、編曲：知野芳彦）
3. 恋愛♥ライダー(Instrumental)
4. じゃなきゃもったいないっ!(Instrumental)

## 外部連結
- YouTube上的Buono! 『戀愛♥騎士』 (MV)
- Buono!官方唱片 Archive.today的存檔，存档日期2009-05-02